# Scolytus fasciatus
Scolytus fasciatus là một loài côn trùng trong họ Curculionidae. Loài này được Reitter miêu tả khoa học đầu tiên năm 1890.
Đây là loài gây hại phát triển phổ biến ở Uzbekistan.